# 엑스선

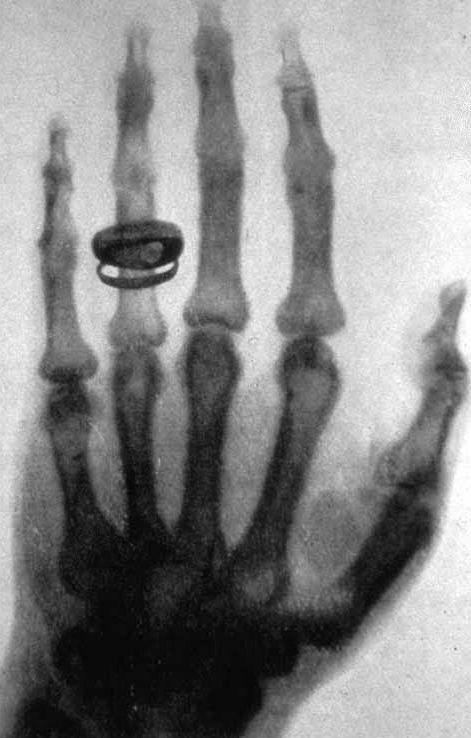
뢴트겐이 찍은 그의 부인 손의 엑스선 사진 (반지 포함)

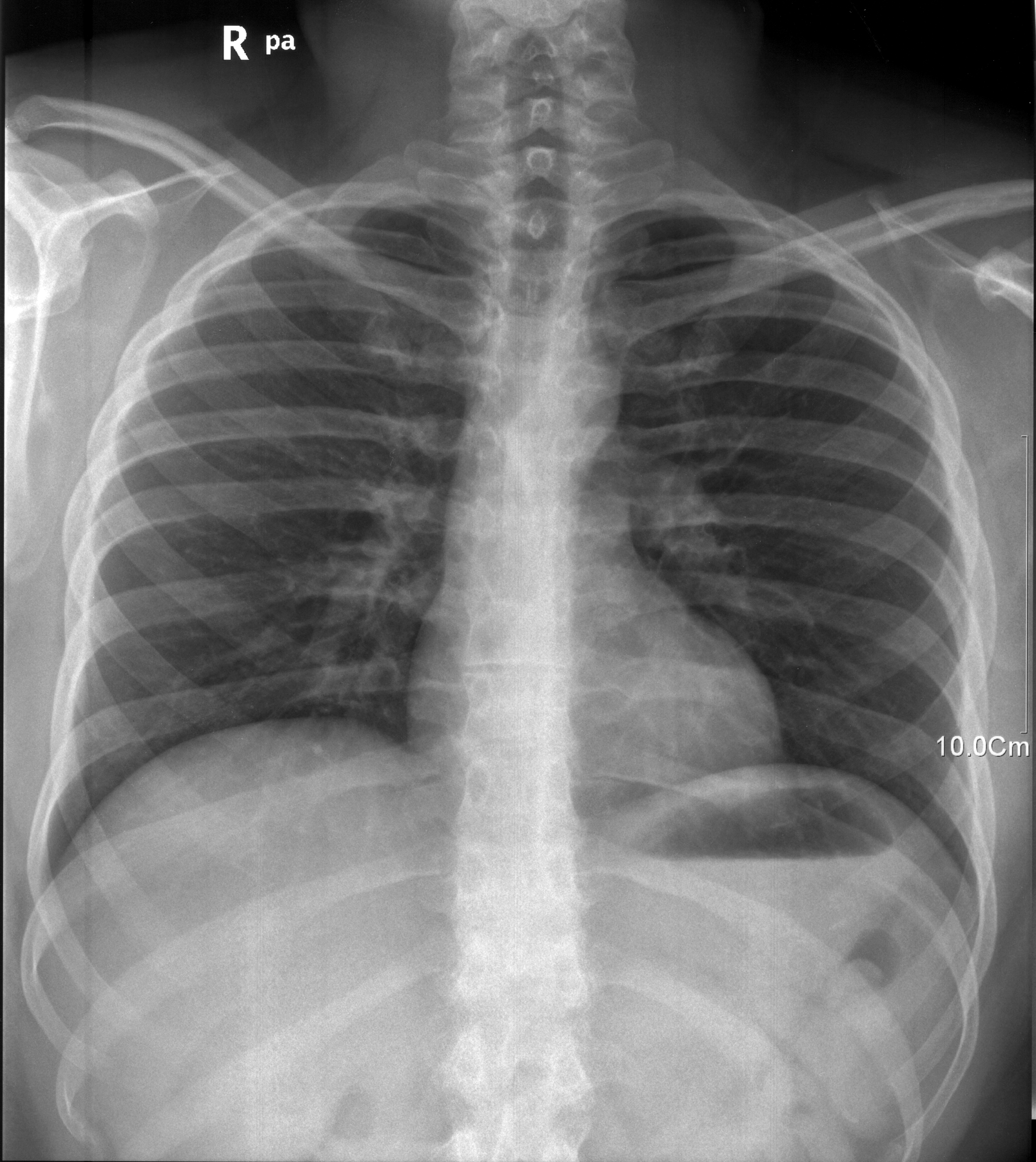
인간의 폐의 X 선

엑스선(-線, 영어: X-ray 엑스레이[*])는 파장이 10 ~ 0.01 나노미터이며, 주파수는 3 × 1016헤르츠에서 3 × 1019헤르츠 사이인 전자기파다. 이는 자외선보다 짧은 파장의 영역이다. 독일의 물리학자 빌헬름 콘라트 뢴트겐이 처음 발견하여 이름붙였으며, 그의 이름을 따라 뢴트겐선으로 부르기도 한다. 뢴트겐은 이 발견으로 최초의 노벨 물리학상을 수상했다. 엑스선은 투과성이 강하여 물체의 내부를 볼 수 있으므로, 의료 분야 및 비파괴 검사 등에 널리 쓰인다.

## 성질
엑스선의 파장의 한계는 분명하게 정의되어 있지 않으나, 보통 10−10 m의 수백 배에서 수백만분의 1의 파장의 빛을 엑스선이라 부르고 있다. 엑스선은 엑스선의 발생 방법에 따라 2가지 종류가 있다. 하나는 제동 복사에 따라 만들어지는 연속 엑스선으로서 전자가 원자나 원자핵에서 받는 쿨롱 힘에 의해 갑자기 진로가 바뀔 때에 발생하는 엑스선이다. 다른 하나는 특성 엑스선으로서 원자 속의 깊은 에너지 준위에 있는 전자가 제외되었을 때, 그 공백을 메우려고 바깥쪽 궤도에서 전자가 이동할 때 발생하는 엑스선이다.
엑스선은 매우 빠르게 움직이는 전자가 무거운 원자에 충돌할 때 발생한다. 가열된 음극 필라멘트로부터 나온 전자는 양극 표적을 향해서 가속된다.
이때 전자의 최종 속도는 전자가 얻은 운동 에너지가 전기장에 의해서 전자에 한 일(단위: 전자볼트)와 같다고 놓음으로써 계산할 수 있다.
이 전자의 운동에너지는 충돌시 대부분 열로 전환되며, 단지 1% 미만의 에너지만이 엑스선을 발생시키는데 이용된다. 양극의 역할을 하는 표적으로는 보통 크로뮴, 철, 코발트, 니켈, 구리, 몰리브데넘, 텅스텐 등을 쓴다. 표적에 도달한 고속의 전자는 원자핵의 쿨롱 장에 의해서 강하게 굴곡되어 저지당한다. 이때 전자의 운동 에너지 중 일부가 제동 복사로 방사되는데, 이것이 바로 엑스선이다. 이런 종류의 엑스선의 스펙트럼은 연속적이므로 이를 연속 엑스선'이라고 한다.
한편, 전자는 표적 원자의 궤도 전자를 쫓아내든지 아니면 높은 준위로 들뜨게 함으로써 운동 에너지 가운데 일부를 잃는데, 이에 따라 높은 궤도로부터 낮은 궤도로 전자가 떨어지면서 엑스선이 방사된다. 이 엑스선은 궤도 사이의 에너지 차에 의해 주어지는 불연속적인 스펙트럼을 가진다. 그러므로, 이 엑스선을 특성 엑스선이라 부른다.
엑스선을 투과력에 따라 분류할 수도 있다. 약 0.12 ~ 12 킬로전자볼트는 연엑스선(soft X-ray), 약 12 ~ 120 킬로전자볼트는 경엑스선(hard X-ray)으로 부른다.

### 특성 엑스선의 계열
특성 엑스선은 원자 궤도 사이의 에너지 차에 관계되는 것으로, 그 파장은 표적으로 사용된 원소에 따라 다르지만 엑스선관에 걸어준 전압과는 관계없다.
특성 엑스선의 스펙트럼은 파장이 짧은 쪽으로부터 K, L, M등의 계열이 있다.
고속전자가 원자에 충돌하면, 핵에 가까운 내측각의 전자가 튕겨나가 빈 자리를 만들고, 이 궤도에 외측의 각을 차지하고 있던 전자가 떨어져 채워진다. 에너지가 높은 궤도에서 낮은 궤도로 천이한 전자는 이 에너지 차이를 전자기파로 방사하고, 이것이 특성 엑스선이 된다. 외측 각의 전자가 K각으로 천이할 때에 방사되는 엑스선이 K계열의 스펙트럼을 만든다. 같은 방법으로, L계열, M계열로 계속되고, 이 순서로 파장이 길어진다.
K각의 빈자리가 L각으로부터의 전자에 의해 채워져 생기는 엑스선을 Kα선, M각의 전자에 의해 재워져 생기는 엑스선을 Kβ선이라고 말한다. Kβ선은 Kα선보다 파장이 조금 짧다. 또, L각은 LⅠ, LⅡ, LⅢ, M각은 MⅠ, M Ⅱ, MⅢ, MⅣ, MⅤ 이라고 하는 미세 에너지 준위를 갖고 있다. Kα선은 Kα1, Kα2의 이중선으로 구성되어 있으나, Kα1은 LⅢ각에서의 천이, Kα2는 LⅡ각에서의 천이에 의해 생긴다. 이들의 천이 확률은 약 2:1로, 이것이 Kα1, Kα2의 강도비이다.
예를 들어, 필라멘트 관에서의 엑스선 발생을 생각해 보자. 이 관은 진공인 유리관으로 되어있고, 유리관은 한쪽 끝에 있는 양극에서 다른 끝에 있는 음극을 절연하며, 음극은 텅스텐 필라멘트이고, 양극은 물로 냉각하는 구리 블록이며, 이 블록은 한 끝에 작은 삽입물로서 원하는 목표물 금속을 포함한다. 텅스텐 필라멘트에 전류를 흘려 가열시키면 열전자가 발생을 하고 그 전자에 전압을 가해서 가속을 시킨다. 가속된 전자는 타깃에 부딪히고 운동 에너지 공식
{\displaystyle E=eV=mv^{2}/2}에 의해서 목표물에 부딪힌 열전자의 속도가 줄어들면 줄어든 속도만큼 파장이 생기게 된다. 파장이 짧을수록 에너지가 높다.
이로써 엑스선이 발생하고, 발생된 엑스선 중에서 특성 엑스선을 뽑아서 재료 분석에 사용한다. 목표물이 달라지면 전자 구조도 달라지며, 따라서 특성 엑스선의 파장도 달라진다. 즉, 특성 엑스선은 목표 물질에 따라 다르며, 이로써 목표 물질의 구조를 분석할 수 있다.

## 엑스선관
엑스선을 발생시키기 위한 진공관을 엑스선관(X線管)이라 한다. 즉, 엑스선관은 음극에서 튀어나온 전자를 양의 전압이 걸린 양극(대음극)까지 달리게 하여 가속시켜서 에너지가 커진 전자를 양극판에 충돌시켜 엑스선을 발생시키는 장치이다.

### 금속/세라믹 엑스선관
금속/세라믹 엑스선관은 관의 재질을 유리 대신 금속과 세라믹 절연체로 만든 엑스선관이다. 다음과 같은 장점이 있다.
- 초점에 벗어난 방사선의 양이 적음

가속된 전자가 양극의 목표물 이외의 금속 표면과 작용하여서 생기는 것으로, 주 발생원은 양극으로부터 후방 산란된 전자에 의해 생기는데, 이 산란된 전자가 2차적으로 양극과 부딪히면서 엑스선을 발생시킨다. 금속 표면의 전하는 접지되어 있므로 전자에 비해서 상대적으로 양전하를 가지므로, 엑스선관의 접지된 금속벽으로 초점에 벗어난 전자들을 끌어당김으로써 초점에 벗어난 방사선을 줄인다.
- 더 긴 수명 및 더 높은 관전류를 쓸 수 있음

텅스텐이 엑스선관 벽에 침착되면 전극으로 작용하여 유리벽과 필라멘트사이에서 아킹(arcing)을 일으켜 문제가 되나 금속 엑스선관은 접지되어 있으므로 텅스텐이 침착되어도 접지된 것에 영향을 미치지 않아 특히 혈관 촬영과 같이 관전류가 높은 경우에도 유리관보다 더 오래 쓸 수 있다. 양극의 열 저장 능력이 크기 때문에 즉 연속적으로 노출하였을 때에도 금속 표면을 통해 oil로의 열전도가 더 효율적으로 이루어지고 냉각도 더 잘 되므로 좀 더 높은 관전류를 사용할 수 있다.

## 엑스선 분석
1912년 막스 폰 라우에의 예상에 입각해서 P.크니핑 등이 결정 격자(結晶格子)에 의한 엑스선의 회절 무늬(라우에 점 무늬)를 얻게 되었으며, 그 후 브래그가 엑스선 간섭에 관한 브래그 법칙을 유도하였고, 1913년에 드디어 엑스선 분광기를 고안함으로써 엑스선을 결정 구조 분석에 이용하게 되었다.

### 브래그 법칙
브래그는 결정에 의한 엑스선의 간섭상으로부터 결정 내부의 원자배열 상태를 추정하는 기초적인 관계식을 수립하였다. 결정 내부에 서로 평행인 원자의 배열면을 생각하고 엑스선이 이 면에서 산란된다고 하면, 평행 평면의 간격을 {\displaystyle d}, 엑스선의 파장을 {\displaystyle \lambda }라 했을 때, 엑스선의 입사각(入射角) {\displaystyle \theta }가
{\displaystyle 2d\sin \theta =n\lambda } (n은 정수)
의 관계를 만족시킬 경우, 첫째 면에서 산란된 엑스선과 둘째 면에서 산란된 엑스선이 서로 간섭하여 반사각 θ, 즉 입사 엑스선에 대하여 2θ라는 방향으로 강력한 반사 엑스선을 발생하여, 거기에 둔 필름에 간섭에 의한 점무늬를 만든다.
이것을 브래그 반사, 이 관계를 브래그 조건, 이 때의 엑스선의 입사각을 브래그 각(角)이라 하고, 엑스선의 파장을 알고 있으면 간섭상의 위치로부터 브래그 각 θ를 구할 수 있고 평행평면의 간격 {\displaystyle d}를 알 수 있다. 일반적으로 결정 안에서는 원자가 바둑판 무늬처럼 규칙적으로 배열되어있어 이러한 평행평면을 얼마든지 선정할 수 있으므로, 한 결정에 대하여 여러 각도에서 이것을 실시하면 결정의 입체적인 원자배열의 모습(결정의 형태, 면간격 등)을 알 수 있다.
브래그의 법칙을 만족하여 엑스선 간섭상을 얻는 데는 사용되는 회절법은 라우에 법 ·회전 결정법 ·분말 결정법 등 세 방법이 있다.

### 라우에 법
라우에 법은 독일의 물리학자인 라우에가 1912년에 발명한 방법으로, 엑스선에 의한 결정 구조의 해석법의 발단이 되었다. 이 방법은 단결정의 작은 조각에 연속 엑스선의 가느다란 빔을 조사하여 결정의 뒤쪽에 나타나는 빔과 수직이 되는 면 안에 생기는 회절상을 사진으로 찍는 방법이다. 회절상에 나타나는 반점의 배치는 결정 구조에 의한 특유의 것으로서 라우에 반점이라 불리고 있다. 어떠한 방향으로 반점이 생기느냐 하는 문제는 각각의 격자면에 대해 브래그 법칙에 의해 결정된다.
엑스선 관에서 나온 연속 스펙트럼인 백색 엑스선을 고정한 단결정에 맞춘다. 따라서 브래그각을 결정내의 모든 조의 면에 대하여 고정하고 각 조의 면은 특정한 d와 각의 값에 대하여 브래그 법칙을 만족하는 엑스선파장을 선택하여 회절하는 것이다. 엑스선원, 결정, 필름 내의 상대 위치에 따라 투과 라우에 법과 배면 반사 라우에 법이 있다.

### 회전 결정법
단결정을 특정한 결정축의 한 방향이나 결정학적으로 중요한 결정축이 단색 X-선에 수직이 되도록 올려두고 주위에 일정한 속도로 회전시키면서 축에 수직 방향에서 단색광인 엑스선을 조사하고, 결정이 회전함에 따라 엑스선을 브래그각으로 받아들인 결정 격자면으로부터의 반사 엑스선을 회전축 주위에 둔 원통상 필름에 닿게 하여 사진을 만든다. 결정이 단 하나의 축 주위로만 회전하기 때문에 브래그각은 모든 조의 결정면에서 0˚와 90˚ 사이의 모든 가능한 각이 되지는 않는다. 그러므로 모든 조가 회절 빔을 만들 수 있는 것은 아니다.

### 분말 결정법
조사하고자 하는 결정을 먼저 매우 고운 분말로 크기를 줄이거나 푸석푸석하거나 굳게 뭉친 미세한 입자 형태로 만든다. 이것을 정위치에 놓고 엑스선을 조사하여 주위에 둔 원통상 필름에 간섭상이 찍히도록 한다. 이 때 분말의 모든 결정립들은 작은 결정이거나 작은 결정들의 집합체로서 입사빔에 대하여 무질서한 방향으로 배향한다. 따라서 분말 덩어리는 하나의 축 주위가 아닌 모든 가능한 축 주위로 회전하는 단결정과 사실상 같다.

## 용도

### 의료용 X선
X선은 일반영상 검사(Simple radiography, X-Ray 검사라고도 한다.), 투시검사, 혈관조영 검사, CT검사 등 여러 분야에서 이용된다.

### 엑스선 결정학
엑스선 결정학은 원자들이 밀집된 결정에 방사했을 때 입사된 엑스선 회절의 패턴을 기록하고 분석하여 그 결정의 격자구조를 파악하고 나아가, 그 물질만의 특성을 파악하는 학문이다.

### 산업·기타 용도
부품이나 용접 부분에 엑스선 촬영을 실시해 부품, 용접 부위의 무결성을 검사하는데 이용할 수 있다. 또한 공항 안전 수하물 스캐너는 수하물의 내부를 엑스선으로 쪼아 투영함으로써 위험 물질이나 무기 등을 찾을 수 있다.

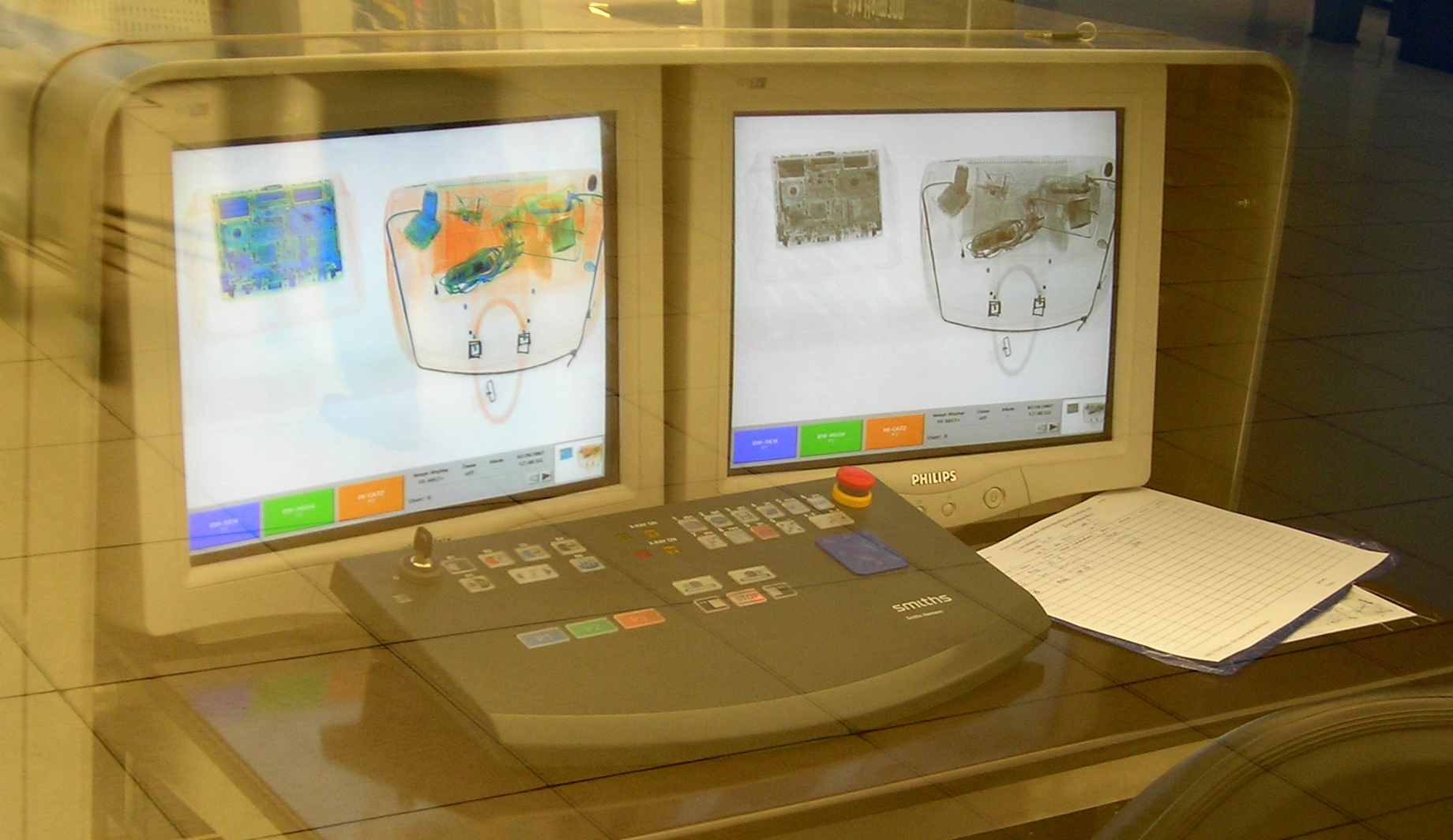
공항 엑스레이 화면 모습

엑스선은 파장이 짧은 전자기파이기 때문에 물질을 잘 통과한다. 엑스선의 회절을 이용하여 물질의 구조를 결정하거나 조영제를 사용하여 인체 내부의 이상을 알아보는 등 응용 범위는 매우 넓다. 또 엑스선과 우라늄의 방사능의 발견이 도화선이 되어 20세기의 원자 물리학의 발전이 시작되었다.

## 같이 보기
- 감마선
- 중성자선
- N선
- 알파선